# Leopold von Sternberg
Leopold von Sternberg (Vienna, 22 dicembre 1811 – Rájec-Jestřebí, 21 settembre 1899) è stato un generale austriaco.

## Biografia
Nato a Vienna il 22 dicembre 1811, Leopold von Sternberg era membro di una nobile famiglia boema. Egli era figlio di Leopoldo I di Sternberg (1776-1858) e di sua moglie, la contessa Maria von Walsegg (1781-1857).
Iniziò la propria carriera nell'esercito austriaco nel 1828 come cadetto del 7º reggimento cavalleggeri, passando poi all'8º reggimento corazzieri e poi al 6°. Ottenne nel frattempo dapprima il grado di rittermeister (1832) e poi quello di maggiore (1845). Ebbe modo di distinguersi nella presa di Vienna a seguito dei moti rivoluzionari del 1848 e proseguì la campagna in Ungheria sotto il comando di Josip Jelačić, combattendo valorosamente nella battaglia di Mór nel novembre del 1848 dove ottenne la croce di cavaliere dell'Ordine imperiale di Leopoldo ed il grado di colonnello del 3º reggimento dragoni. Combatté poco dopo a Tápióbicske ed a Kács. Nel 1850 gli venne concessa la croce di cavaliere dell'Ordine militare di Maria Teresa e la promozione a generale.
Rimase senza incarichi particolari sino al 1859 quando combatté in Italia nella battaglia di Magenta prima ed in quella di Solferino poi, come capo del 5º corpo d'armata. Ne ottenne la II classe dell'Ordine della Corona ferrea. Pensionatosi dal 1861, si dedicò a vita privata amministrando i propri beni di famiglia. Nel 1874 suo fratello Jeroslav, morto senza eredi, lo nominò suo erede universale, il che lo portò a trasferirsi nella residenza antica della sua casata, il castello di Rájec-Jestřebí. Nel 1883 divenne proprietario di un reggimento di corazzieri e dell'8º reggimento dragoni.
Nel 1891 l'imperatore Francesco Giuseppe gli concesse l'Ordine del Toson d'oro.
Morì a Rájec-Jestřebí nel 1899.

## Matrimonio e figli
Leopold von Sternberg sposò nel 1863 la principessa Luisa di Hohenlohe-Bartenstein-Jagstberg (1840-1873) dalla quale ebbe un figlio, Adalbert Wenzel.